# Tuvade gräs

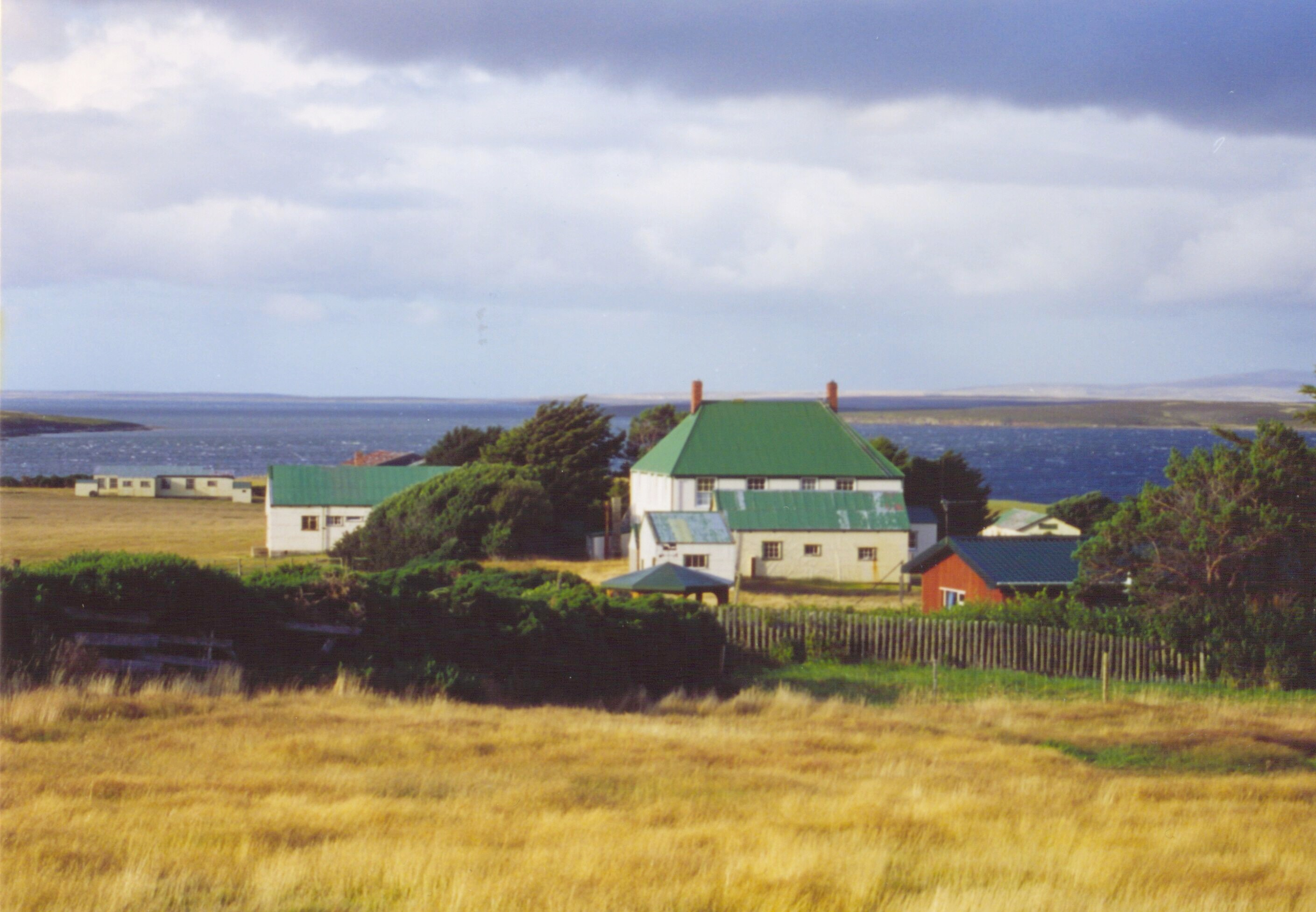
Tuvat gräs under vilosäsongen på Falklandsöarna, Sydamerika.

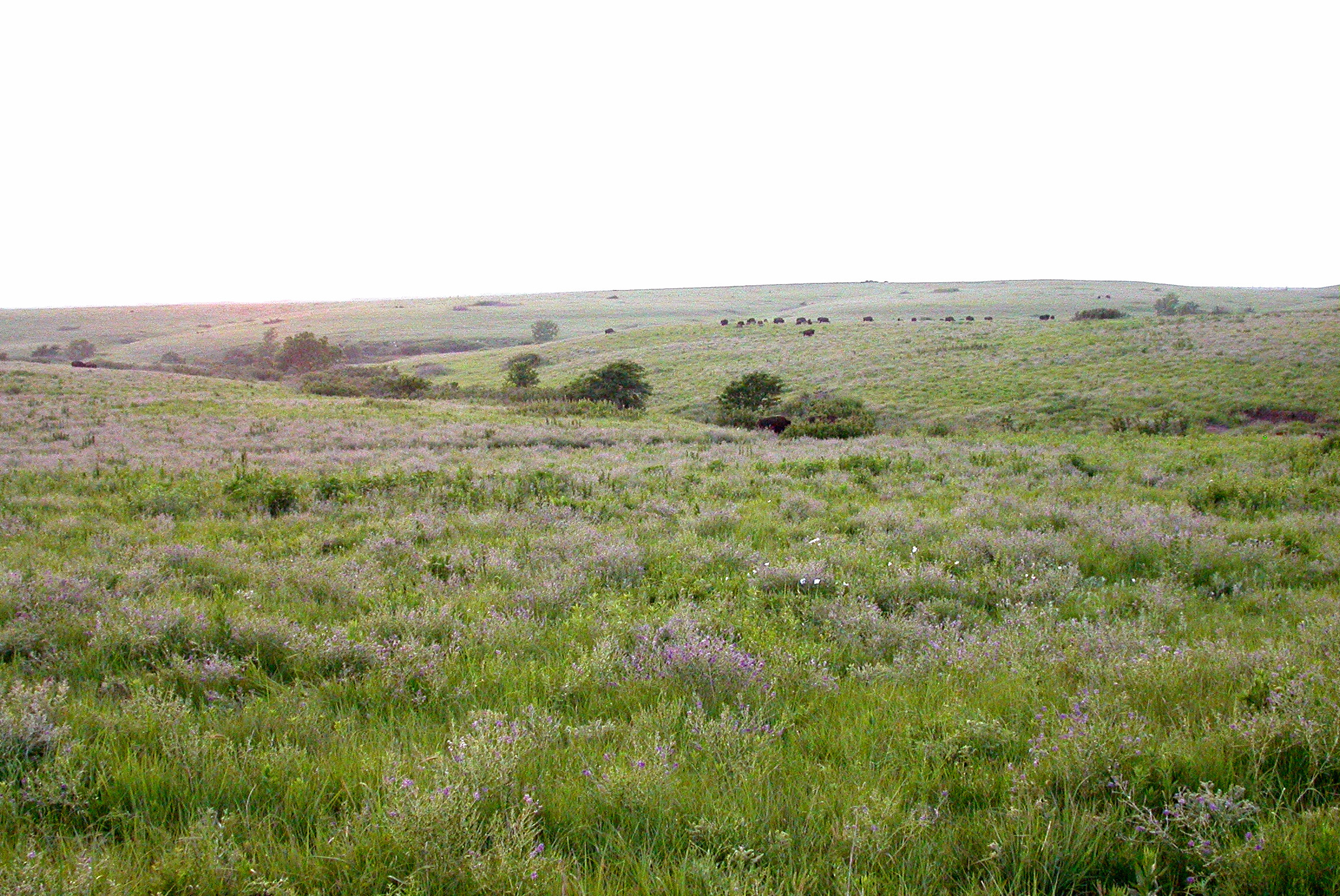
Knippgräs och tuvade gräs på Konza tallgrassprärie i Nordamerika.

Tuvade gräs eller knippgräs finns som inhemska växter i naturliga ekosystem, som foder i betesmarker och som prydnadsgräs i trädgårdar. Tuvade och knippegräs, i familjen Poaceae, är gräs som vanligtvis växer som enskilda plantor i klumpar, tofsar, tuvor eller knippen, snarare än att bilda en torva eller gräsmatta, i ängar, gräsmarker, och prärier. Som perenna växter lever de vanligtvis mer än en säsong.
Många arter har långa rötter som kan nå 2 meter eller mer i marken, vilket kan underlätta stabiliseringen vid lutning, erosion och jordporositet för absorption av nederbörd. Dessutom kan deras rötter nå fukt djupare än andra gräs och ettåriga växter under säsongs- eller klimattorka. Växterna ger livsmiljö och mat för insekter (som fjärilar), fåglar, smådjur och större växtätare, samt stödjer välgörande mykorrhiza i jorden. Bladen levererar material till bland annat korgflätning för ursprungsbefolkningar och konstnärer.
Tuvade gräs och knippegräs förekommer i nästan varje livsmiljö där andra gräs finns, såsom gräsmarker, savanner och prärier, våtmarker och flodmynningar, skyddszoner, buskmarker  och skogar, fjällnära och alpina zoner, tundra och sanddyner, och öknar.

## Brandhärdighet
I nordamerikanska skogsbränder tenderar dessa gräsarter att pyra och inte antändas till lågor, till skillnad från invasiva arter av ettåriga gräs, som bidrar till eldens spridning. 

## Släkten
Några exempel för släkten:
- Brachypodium
- Calamagrostis
- Chionochloa
- Deschampsia
- Festuca
- Heteropogon - (tropiska klimat)
- Leymus
- Melica
- Muhlenbergia
- Nassella
- Stipa

## Arter

### Australien
- Gymnoschoenus sphaerocephalus
- Poa labillardierei
- Poa sieberiana
- Joycea pallida
- Triodia, tidigare Plectrachne

### Nya Zeeland
- Chionochloa rubra

Andra tuvgräs i New Zealand:
- Chionochloa australis
- Chionochloa flavescens
- Festuca novaezelandiae
- Poa caespitosa
- Poa colensoi
- Poa foliosa

### Nordamerika
Buntgräs:
- Aristida purpurea
- Bouteloua gracilis
- Calamagrostis foliosa - (endemiskt i Kalifornien)
- Calamagrostis nutkaensis
- Calamagrostis purpurascens
- Danthonia californica
- Eriophorum vaginatum
- Festuca californica
- Festuca idahoensis
- Festuca rubra
- Koeleria macrantha
- Leymus condensatus
- Melica californica
- Melica imperfecta
- Muhlenbergia rigens
- Nassella lepida
- Nassella pulchra - (Kaliforniens statsgräs)
- Poa secunda
- Sporobolus heterolepis
- Sporobolus virginicus
- Tripsacum dactyloides

### Sydamerika
- Deschampsia cespitosa - (upp till Nordamerika)
- Nassella trichotoma - (allmänt ogräs i Australien)
- Poa flabellata
  - (synonymer: Parodiochloa flabellata, Festuca flabellata, Dactylis caespitosa)

### Afrika
- Heteropogon contortus - (till Asien, Australien, Oceanien)

### Europa
- Ampelodesmos mauritanicus
- Molinia caerulea - (till västra Asien och Nordafrika)